# تشوي تشو مان
تشوي تشو مان (بالإنجليزية: Choe Chol-Man)‏ (مواليد 22 سبتمبر 1985 في كوريا الشمالية) لاعب كرة قدم كوري شمالي دولي يجيد اللعب في مركز الهجوم . يلعب حاليا لصالح نادي 25 أبريل الكوري الشمالي منذ سنة 2004 .

## روابط خارجية
- تشوي تشو مان على موقع الاتحاد الدولي (مؤرشف)  (الإنجليزية)
- تشوي تشو مان على موقع قاعدة بيانات كرة القدم.إي يو (الإنجليزية)
- تشوي تشو مان على موقع ناشيونال فوتبول تيمز (الإنجليزية)
- تشوي تشو مان على موقع Soccerway.com (الإنجليزية)